# دانلد لو
دانلد لو (انگلیسی: Donald Low؛ ‏ ۲ مهٔ ۱۹۴۵ – ۱۸ سپتامبر ۲۰۱۳) میکروب‌شناس و پژوهش‌گر اهل کانادا بود.
او بیشتر بابت تلاش‌های گسترده‌اش در نبرد با همه‌گیری نشانگان تنفسی حاد در سال ۲۰۰۳ شناخته می شود. دانلد لو از سال ۱۹۸۵ تا ۲۰۱۳ میلادی، میکروب‌شناسِ ارشدِ بیمارستان ماونت ساینای تورنتو بود. وی با آنکه در آغاز مبارزه با همه‌گیری، سِـمَت رسمی نداشت، اما حضور مؤثر و خونسردش در کنفرانس‌های خبری در یادها باقی ماند. او یکی از نخستین پزشکانی بود که مجبور شد به‌دنبال همه‌گیری قرنطینه شده و در خانه بماند.
دانلد لو دانش‌آموختهٔ رشتهٔ پزشکی در دانشکدهٔ پزشکی دانشگاه منیتوبا بود و یکی از صاحب‌نظران برجسته در زمینهٔ بیماری گوشت‌خوار به سبب باکتری استرپتوکوک پیوژنز بود.